# Eressa guttulata
Eressa guttulata là một loài bướm đêm thuộc phân họ Arctiinae, họ Erebidae.